# Devon Energy Center
Devon Energy Center – wieżowiec w centrum Houston w Stanach Zjednoczonych. Ma on 159 metrów wysokości. wszystkie 36 pięter zajmują biura. Jego budowa zakończyła się w roku 1978. Natomiast jego zaprojektowanie powierzono Lloyd Jones Brewer & Associates. Nie figuruje na liście najwyższych budynków w kraju, jednak w samym Houston jest na miejscu 25.

## Linki zewnętrzne

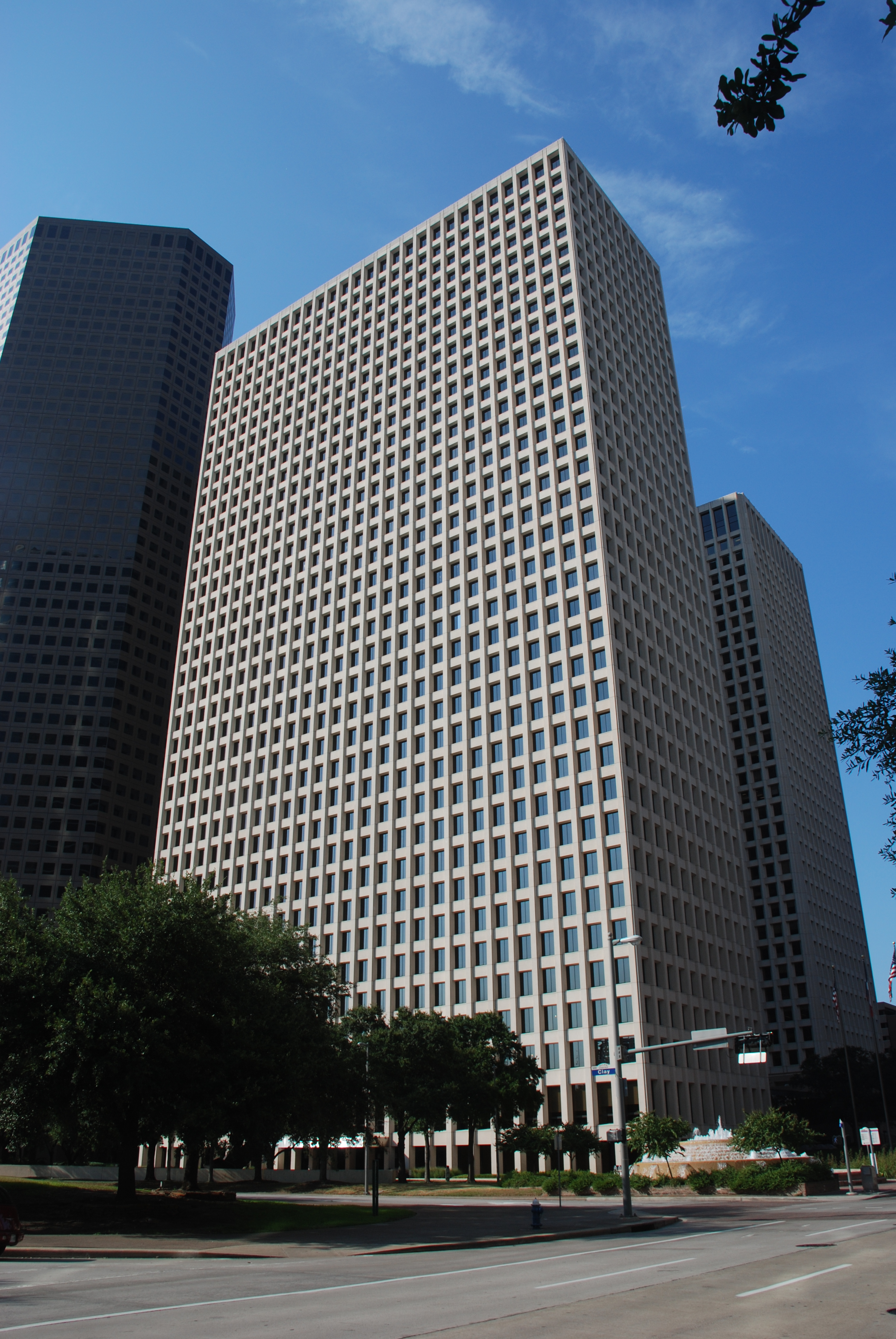
Devon Energy Tower